# Philip Wylie
Philip Gordon Wylie (n 12 mai 1902 – d. 25 octombrie 1971) a fost un autor american.

## Lucrări

### Romane
- Heavy Laden (1928)
- Babes and Sucklings (1929)
- Gladiator (1930) - sursă de inspirație pentru seria Superman
- The Murderer Invisible (1931)
- Footprint of Cinderella (1931)
- The Savage Gentleman (1932)
- When Worlds Collide (1933) (împreună cu Edwin Balmer)
- After Worlds Collide (1934) (cu Edwin Balmer)
- The Golden Hoard (1934)
- Finnley Wren (1934)
- Too Much of Everything (1936)
- An April Afternoon (1938)
- The Other Horseman (1942)
- Night Unto Night (1944), după care s-a făcut un film în 1949, cu Ronald Reagan
- Opus 21 (1949)
- The Disappearance (1951)
- The Smuggled Atom Bomb (1951)
- Three to be Read (1951).
- Tomorrow! (1954)
- The Answer (1955)
- The Innocent Ambassadors (1957)
- They Both Were Naked (1963)
- Triumph (1963)
- The Spy Who Spoke Porpoise (1969)
- The End of the Dream (1972)